# هيلبرت لي بير
هيلبرت لي بير (بالإنجليزية: Hilbert Bair)‏ هو طيار بطل أمريكي، ولد في 15 نوفمبر 1894 في نيويورك في الولايات المتحدة، وتوفي في 24 نوفمبر 1985 في هاواي في الولايات المتحدة.